# Megalonycta forsteri
Megalonycta forsteri là một loài bướm đêm trong họ Noctuidae.